# Ucu Agustin
Ucu Agustin (19 de agosto de 1976 en Sukabumi, Indonesia) es una periodista, escritora y documentalista indonesia.
Educada en un internado islámico, Ucu se interesó por el periodismo tras darse cuenta de que había muchas prostitutas en su ciudad natal. Comenzó en los medios impresos y pasó a hacer documentales después de ver la falta de oportunidades para las piezas de interés humano en los periódicos. Uno de sus primeros documentales, Death in Jakarta, fue producido con la ayuda de fondos del Festival Internacional de Cine de Yakarta. Otros documentales incluyen Ragat'e Anak y Konspirasi Hening. También ha escrito varios libros para niños y cuentos.
Ucu ha sido descrita como "una de las mejores realizadoras de documentales de Indonesia" y, a menudo, trata temas sociales en su trabajo. Ragat'e Anak se proyectó en el Festival Internacional de Cine de Berlín en 2009.

## Biografía
Ucu nació en Sukabumi, Java Occidental, el 19 de agosto de 1976 en el seno de una estricta familia musulmana. De niña, estudió en el internado islámico Darunnajah en Yakarta durante seis años; apartada del mundo exterior, se sorprendió cuando se enteró de que muchas de las mujeres de su ciudad natal trabajaban como prostitutas. Este descubrimiento la llevó a ser más crítica con el mundo que la rodeaba y le hizo interesarse por el periodismo. Ucu luego asistió a la Universidad del Estado Islámico de Yakarta. 
Después de graduarse, la Ucu comenzó a trabajar con medios impresos, contribuyendo a la revista Pantau después de publicar varios cuentos y artículos en otros lugares. Insatisfecha con la falta de oportunidades para escribir piezas sobre temas sociales, más tarde cambió a medios audiovisuales;  también citó la intensa cantidad de edición por la que pasaron sus obras como una razón para el cambio, señalando que "siempre pareció haber un amplio espacio entre la realidad que sucedió y la 'realidad' que se informó".
Ucu también se volvió activo en la escritura. Publicó cinco libros infantiles de temática islámica en 2003, insistiendo en recibir regalías en lugar de la tarifa plana estándar. También ha escrito un cuento, titulado "Lelaki yang Menetas di Tubuhku" ("El hombre que eclosionó dentro de mi cuerpo"), para incluirlo en la colección de cuentos de temática lésbica Un Soir du Paris (Una tarde en París). El libro también incluía historias de Clara Ng, Seno Gumira Ajidarma y Agus Noor.

## Trayectoria profesional
El primer documental de Ucu fue Pramoedya: Last Chapter. En 2005, Ucu realizó el documental Death in Jakarta de 28 minutos. Esta película, que trata sobre las experiencias de las personas pobres después de la muerte de un ser querido en Yakarta, se inspiró en sus observaciones al pasar por el cementerio público de Utan Kayu en Utan Kayu, Este de Yakarta. Fue producido después de convertirse en uno de los cuatro finalistas en el Concurso de desarrollo de guiones del Festival Internacional de Cine de Yakarta. Ucu recibió Rp. 25 millones de rupias indonesias (US $ 3,000) en premios y la competencia le prestó una cámara; era la primera vez que usaba una cámara profesional. En abril de ese año lanzó Kalau Kanakar (¿Si Kalakar?), una colección de cuentos.
Su siguiente película, Ragat'e Anak (Por el bien de los niños), trataba sobre la vida de dos prostitutas a tiempo parcial en un cementerio en Tulungagung, Java Oriental. El documental fue incluido en Pertaruhan (At Stake), una compilación de trabajos producidos por la Fundación Kalyana Shira. En agosto de 2006, Ucu lanzó una compilación de cuentos, Dunia di Kepala Alice (El mundo en la cabeza de Alicia), y una novela, Ser Ing.  El 4 de junio de 2009, el gobierno de Tulungagung cerró el distrito de prostitución como resultado del documental; en respuesta, la Ucu dijo que lamentaba la decisión. 
Su siguiente documental, Konspirasi Hening (Conspiracy of Silence) fue producido por Nia Dinata. Obtuvo su título de una declaración de Kartono Mohamad, exjefe de la Asociación de Médicos de Indonesia, de que una "conspiración de silencio" había llevado a que las reglas sobre la atención médica fueran esencialmente inaplicables.  El largometraje, el primero de Ucu, exploró los problemas de atención médica en Indonesia siguiendo la vida de tres personas, dos que sufrieron negligencia médica y un hombre pobre sin acceso a atención médica.  
En 2011 Ucu colaboró nuevamente con Dinata en Batik: Our Love Story, un documental sobre el batik textil tradicional.  Dinata dirigió, mientras que Ucu se desempeñó como guionista.  A September 2011, Ucu está trabajando en tres documentales: Knocking The Door, sobre el Proyecto de Ley de Información Pública de Indonesia; Gracias por amarme, sobre la deforestación en Indonesia; y Where Did You Go My Love, sobre víctimas de secuestro.
A través del programa Cipta Media Bersama, administrado por la Fundación Ford en colaboración con varios otros grupos, en noviembre de 2011 Ucu recibió una subvención de 700 millones de rupias (100 000 dólares estadounidenses) para producir una nueva película. La película, titulada Tidak Bermula [dan Tidak Berakhir] dengan Berita (No comienza [y no termina] con noticias) comparará los hábitos de la prensa durante la muerte del expresidente Suharto y los medios de comunicación en 2012; se espera arrojar luz sobre los problemas que enfrenta la prensa en ambos períodos y promover la alfabetización mediática. 

## Temas
Los libros infantiles islámicos de Ucu adoptan una postura moderada. 
Ika Krismantari, escribiendo para The Jakarta Post, señala que Ucu tiende a tratar temas "desafiantes" como la injusticia social, la atención médica y la desigualdad de género en sus documentales; las cuestiones de género están presentes en la mayoría de sus obras.  Ucu considera la justicia social y los derechos humanos como otros temas clave de su obra.
Ucu ha señalado que espera que los espectadores se vean influidos por las duras vidas que enfrentan sus personajes, a quienes llama "inspiradores". Muchos de sus documentales se distribuyen en línea. 

## Recepción
Krismantari describe a Ucu como "uno de los principales realizadores de documentales de Indonesia". 
Ucu fue una de las ganadoras del Concurso de Desarrollo de Guiones del Festival Internacional de Cine de Yakarta de 2005, lo que la llevó a poder filmar Death in Jakarta. Pertaruhan, que contiene su documental Ragat'e Anak, se mostró en la sección Panorama del Festival Internacional de Cine de Berlín en 2009; junto con Laskar Pelangi (también exhibida ese año), fue la primera película de Indonesia exhibida en Panorama. Ucu fue a Berlín con Dinata para asistir a la proyección. 

## Filmografía
- Pramoedya: Last Chapter (2006)
- Death in Jakarta (2006)
- Nine Lives of A Women (2007)
- Women Behind the Cut (2008)
- An Unfinished One (2008)
- Ragat'e Anak (For The Sake of Children; 2008)
- Waktu itu, Januari 2008: Sebuah Catatan Kaki (That Time, January 2008: A Footnote; 2009)
- Konspirasi Hening (Conspiracy of Silence; 2010)
- How Far I’ll Go (2019)[9]